# Іоан Іліч
Іоан Іліч (серб. Јован Илић, в миру Йордан Іліч, серб. Јордан А. Илић; 27 грудня 1883, Дойкинці, Пірот, Сербія — 5 лютого 1975, Ниш, Сербія) — єпископ Сербської православної церкви, єпископ Ніський. Доктор богослов'я.

## Біографія
Народився 27 грудня 1883 року (за старим календарем) в Дойкинцях (нині громада Пірот) на Старій планині в старому дойкинацькому роду «Лілчинів» на день святого Стефана в родині Апостола і Марії Іліч. Через слабке здоров'я хрещений вже 31 грудня з ім'ям Йордан, як і його двоюрідний брат, який народився на півроку раніше (згодом професор Богословського факультету в Белграді).
У 1894 році закінчив початкову школу в рідному селі, а в 1898 році — чотири класи гімназії в Піроті. У 1902 році закінчив Духовну семінарію в Белграді. Так як в цей час однією з умов для висвячення було досягнення 25-річного віку, Йордан пішов працювати вчителем служби у віддалених селах Піротського округу: Завій, Дойкинці (1904-1905), Кам'яниця і Рсовці.
Як учитель, 1 (14) серпня 1905 року вписаний у штат в званні сержанта (3-я рота 3-го батальйону 3-го полку в Піроті).
17 (30) жовтня 1906 по закінченні терміну служби отримав звання резервного піхотного поручика.
Після відходу на спокій єпископа Ніського Никанора Ружичича в 1911 році виконав останню умову для отримання пресвітерського сану -одружився, взявши шлюб із Лубіцею, донькою Симеона Ніколича, купця з Білої Паланки.
25 квітня / 8 травня того ж року в Белграді на Марковдан хіротонізований єпископом Доменітіаном Поповичем в сан диякона, а 27 квітня / 10 травня, в день спалення мощей святого Сави — в сан пресвітера і призначений священиком на прихід в Рсовці, де раніше був учителем.
Восени 1913 року отримує благословення нового єпископа Ніського Досифея Васича заочно вступити як парафіяльний рсовацький священик на старокатолицький богословський факультет Бернського університету, куди був зарахований 14 листопада того ж року.
Перша світова війна застала його у Швейцарії. У тому ж році перериває навчання і через Бріндізі прибуває в Салоніки, звідки повернувся до Сербії, але за наказом сербського уряду їде в Невшатель, де Йован Цвіїч доручає йому як священику сербської колонії біженців турботу за дітьми сербських біженців.
Разом з тим, збирає добровільні пожертвування для Сербської армії, в усній і письмовій формі публікує страждання мирних жителів в Сербії, пояснює обгрунтованість сербської боротьби і роль Сербської православної церкви в ній. Одночасно продовжує навчання.
У той же час його молодший брат, Георгій, жив у Відо, а болгарські війська в Білій Паланці до крові побили Любіцу перед матір'ю і трирічним сином. Припинилися муки коли через Швейцарський Червоний хрест в Паланку прийшла одна з його депеш, де повідомлялося, що з ним все добре. Після закінчення війни він дізнався про тяжкий стан дружини після тортур і відразу повернувся до свого приходу. Любіца так і не оговталася після тортур і померла в 1920 році в 30-річному віці.
Як державний стипендіат, ієрей Йордан мав завершити навчання. Він їде в Берн і 21 травня 1921 року захищає дисертацію «Богомилі в своєму історичному розвитку» на здобуття наукового ступеня доктора богослов'я під керівництвом старокатолицького єпископа професора доктора Едуарда Херцога.
Продовжує служити на парафії у Рсовці. Подає поспіль дві заяви для переведення його спочатку на Крупац, потім на одну з Ніьких парафій. Єпископ Досифей обидва рази відмовляв, але наприкінці 1921 року дає йому канонічний відпуст.
Після цього Йордан був призначений на посаду референта Священного Архієрейського Синоду Сербської православної церкви в Белграді, де включився в роботу по розробці нового Статуту Сербської православної церкви.
14 січня 1922 року призначений секретарем Архієрейського Синоду, 9 вересня того ж року возведений у сан протоієрея.
Залишався на цій посаді до 5 грудня 1925 року, коли був обраний єпископом Захумсько-Герцеговацьким. Наступні 3 місяці протоієрей Йордан провів як послушник у Монастирі Раковіца, де його у Федорову суботу 1926 року єпископом Шабацьким і Валевським Михайлом Урошевичем був пострижений у чернецтво, наречений іменем Іоанн і возведений у сан архімандрита.
На наступний день 8/21 березня в Соборній церкві в Белграді Патріарх Сербський Димитрій у співслужінні з єпископом Бацьким Іринеєм Чиричем і єпископом Рашко-Призренським Михайлом Шиляком хіротонізував архімандрита Іоанна в єпископа Захумсько-Герцеговинського. Єпископ Іоанн став першим єпископом на цій кафедрі після об'єднання Сербської церкви в 1920 році. Його кафедра розташувалася в Мостарі. У той же день указом царя Олександра I цей вибір затверджений.
12/25 квітня 1926 єпископ Бацький Іриней Чирич в Соборній церкві в Мостарі очолив його інтронізацію.
23 грудня 1927 року призначений адміністратором (тимчасовим керуючим) Зворницько-Тузланської єпархії до поставлення єпископа Нектарія в 1929 році.
13 лютого 1930 року призначений адміністратором Бранічевської єпархії.
2 жовтня 1931 року обраний єпископом Бранічевським. Його інтронізація відбулася в Пожареваці 23 січня 1932 року.
13 червня 1933 року обраний єпископом Ніським, при цьому зберіг за собою тимчасове управління Бранічевською єпархією до інтронізації єпископа Злетовсько-Струміцького Веніаміна, яка відбулася 7 жовтня 1934 року.
24 вересня 1933 року в Ниші митрополит Скопський Йосип Цвійович у співслужінні з єпископом Тімоцьким Еміліаном Піперковичем звершив його інтронізацію.
Під час Другої світової війни був членом так званого «Військового Синоду» в якому під час відсутності Патріарха Гавриїла головував митрополит Скопський Йосип.
Коли після війни нова влада вигнали митрополита Йосипа, спочатку зі Скоп'є, а потім і з Вранє, тобто із вранської частини Скопської митрополії, єпископ Іоанн бере на себе неофіційне управління цією частиною Скопської митрополії. У листопаді 1958 Архієрейський Синод ухвалив рішення призначити єпископа Ніського Іоанна адміністратором частини Скопської митрополії, яка розташовувалася на території Сербії; ввірена єпископу Іоанну територія включала наступні архієрейські намісництва: Пчиньське з центром у Вранє, Масуріцько-Поляніцьке з центром у Владичиному Хані, Прешевське з центром у Буяноваці і Босільградське з центром в Босільграді).
Наприкінці 1971 року через фізичну неміч і похилий вік єпископ Іоанн попросив єпископа Жицького Василя про допомогу у здійсненні єпархіальних обов'язків. Єпископ Василь погодився, і з благословення Архієрейського Синоду, починаючи з 1972 року був заступником єпископа Іоанна.
Єпископ Іоанн помер уві сні 5 лютого 1975 в 2.15 ранку в будинку родини свого сина. Тіло владики Іоанна в той же день було перенесено в Соборний храм міста Ниш.
Наступного дня, 6 лютого, єпископ Жицький Василь Костич відслужив заупокійну літургію. На відспівуванні о другій годині дня служив Патріарх Герман у співслужінні з митрополитом Чорногорсько-Приморським Данилом і єпископом Славонським Еміліаном і в присутності єпископів Жицького Василя, Бранічевського Хризостома і Шабацько-Валевського Іоанна.
Владика Іоанн був похований в єпископській гробниці в Соборній церкві в Ниші поруч з єпископом Нестором, Ієронімом і Доментіаном, який 64 роки тому висвятив його на диякона і пресвітера.

## Публікації
- Jеванђелске вести: Речи и посланице. Ниш, 1928—1931. Књ. 1-2;
- Говор разним jезицима. Ниш, 1936;
- Српска правосл. црква: Њена улога и њени задаци // «Гласник». 1947. С. 258—260;
- О васпитању: Родитељи, школа, црква и друштво // «Гласник». 1948. С. 6-7;
- Спаситељ у бури // «Гласник». 1958. С. 31-34;
- Беседа на гори: Стара истина у новом времену. Ниш, 1959.